# 127658 Gapers
127658 Gapers è un asteroide della fascia principale. Scoperto nel 2003, presenta un'orbita caratterizzata da un semiasse maggiore pari a 2,451212 UA e da un'eccentricità di 0,160796, inclinata di 2,583691° rispetto all'eclittica. Ha un periodo di rotazione di 5,02 ore.
È dedicato al GAPers,  Gruppo Astrofili Persicetani.